# 巴恩斯海崖
巴恩斯海崖（英語：Barnes Bluff,）是一个长约 50 海里（93 公里;58 英里）长、宽约 25 海里（46 公里;29 英里）的半岛，是南極洲的海崖，位於瑪麗伯德地的沃爾格林海岸，處於埃克曼海崖東北面3公里的熊號半島東部，美國地質調查局根據測量和該國海軍的空中照片繪入地圖，現時由南極條約體系管理。